# 弗伦津斯科耶农村居民点
弗伦津斯科耶农村居民点（俄语：Фрунзенское сельское поселение）是俄罗斯联邦伏尔加格勒州中阿赫图巴区所属的一个农村居民点。其下辖有7个居民点，行政中心为扎库茨基。据2016年统计，该农村居民点的人口为4702人。